# Kota Bharu

Kota Bharu (eller Kota Baharu, jawi:كوت بهارو) är en stad i nordöstra Malaysia, och är den administrativa huvudorten för delstaten Kelantan. Befolkningen uppgick till 251 801 invånare vid folkräkningen 2000. Staden är även huvudort för ett distrikt (jajahan) med samma namn som staden. Namnet betyder 'ny stad' eller 'nytt slott/fort' på malajiska. Kota Bharu är belägen på den nordöstra delen av Malackahalvön och ligger nära Kelantanflodens mynning.
Staden är belägen nära den thailändska gränsen och är platsen för många moskéer. Också värt att nämna är olika museer och unik arkitektur i det gamla kungliga palatset (som fortfarande är residenset för sultanen och sultanan, och är privat område) och de tidigare kungliga byggnaderna (som är öppna för besökare) i stadens centrum.
Tio kilometer från Kota Bharu låg platsen för den japanska invasionen av Malackahalvön under andra världskriget, där man till slut tvingade britterna att kapitulera efter slaget om Singapore.

## Galleri

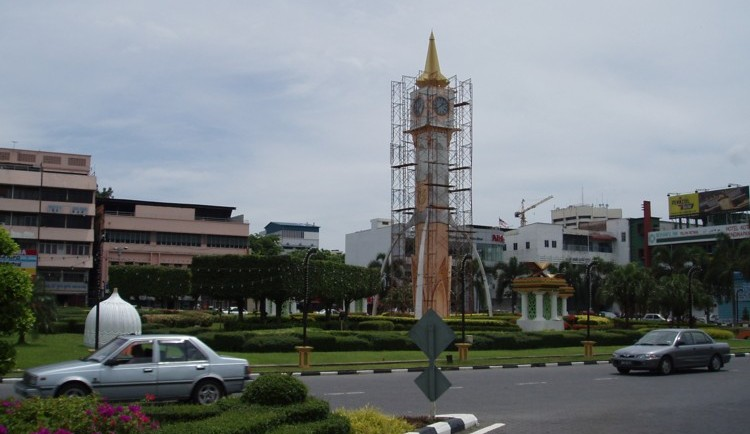
Klocktornet i Kota Bharu
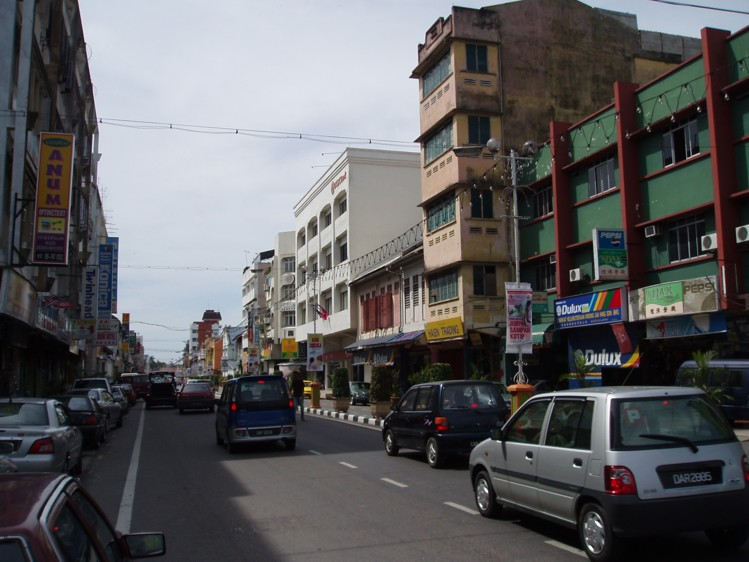
Jalan Temenggong, Kota Bharu
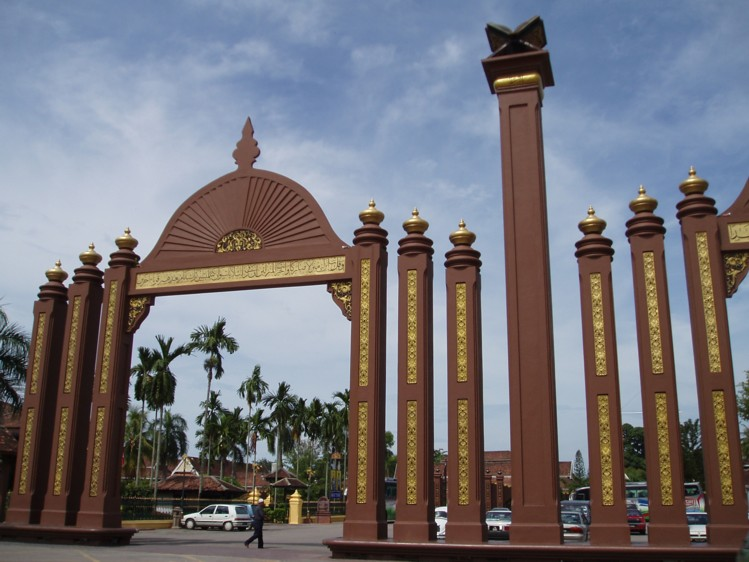
Sultan Ismail Petra Arch, Kota Bharu